# Kouyou (Fluss)
Der Kouyou ist ein rechter Nebenfluss des Likouala-Mossaka im Westen der Republik Kongo.

## Verlauf
- Karte mit allen Koordinaten:
- OSM |
- WikiMap

Der etwa 440 km lange Fluss hat sein Quellgebiet auf einer Höhe von etwa 500 m an der Grenze zu Gabun im Departement Cuvette-Ouest. Von dort fließt er anfangs nach Nordosten. Er passiert die Stadt Ewo. Nach etwa 140 Kilometern wendet sich der Kouyou allmählich nach Osten. Auf den unteren 170 Kilometern fließt er in überwiegend ostsüdöstlicher Richtung. Bei Flusskilometer 135 passiert der Kouyou die Stadt Owando. Der Kouyou mündet schließlich auf einer Höhe von 296 m in den Unterlauf der Likouala-Mossaka. Aufgrund des geringen Gefälles weist der Kouyou entlang seines gesamten Flusslaufs Flussschlingen auf. Das Einzugsgebiet des Kouyou umfasst etwa 16.000 km².

## Hydrometrie
Unterhalb von Owando befindet sich die hydrologische Station Linengue (⊙). Zwei Drittel des Einzugsgebietes des Kouyou liegen oberhalb des Abflusspegels. Der mittlere Abfluss bei Linengue liegt bei 215 m³/s.
Mittlerer monatlicher Abfluss des Kouyou (in m³/s) am Pegel Linengue gemessen von 1953–1993: